# Die Fälscher
Die Fälscher is een Oostenrijkse film die in 2008 de Oscar won voor beste buitenlandse film. Het was de eerste bekroning met een Oscar voor een film uit Oostenrijk.
Regisseur Stefan Ruzowitzky baseerde zijn film op het waargebeurde verhaal van Adolf Burger uit de Tweede Wereldoorlog. Burger schreef zijn boek, Des Teufels Werkstatt, naar aanleiding van zijn ervaringen met de nazi's, die tijdens de oorlog met gebruik van concentratiekampgevangenen (met name uit concentratiekamp Sachsenhausen) valse bankbiljetten e.d. lieten maken van landen waarmee zij in oorlog waren. Deze actie is de geschiedenis ingegaan als operatie Bernhard (Duits: Aktion Bernhard). Omwille van een waarheidsgetrouwe film werkte Burger ook mee aan het scenario van de film.
De film kwam op 25 oktober 2007 uit in Nederland en op 19 december 2007 in België.

## Verhaal
We maken kennis met de Russisch-Joodse Salomon 'Sally' Sorowitsch (Karl Markovics) in Monte Carlo, kort na het einde van de oorlog. Hij verblijft in een luxueus hotel en heeft schijnbaar geld te veel. Hij ontmoet een Franse vrouw, die later ontdekt dat Sorowitsch getatoeëerde nummers op zijn arm heeft; hij heeft in een concentratiekamp gezeten.
Flashback naar Berlijn, 1936. Sorowitsch is een kunstenaar die zijn talenten inzet voor het produceren van vervalsingen. Hij maakt onder meer valse schilderijen en identiteitsbewijzen, maar zijn ultieme doel is het maken van niet van echt te onderscheiden Amerikaanse dollars. Sorowitsch ziet er namelijk de logica niet van in om kunst na te maken en dan te verkopen voor geld, wanneer het geld zelf rechtstreeks na te maken is. Op een dag wordt zijn zaakje echter opgerold door politie-inspecteur Friedrich Herzog (Devid Striesow).

Wanneer Sorowitsch afgevoerd wordt naar het concentratiekamp Mauthausen bemerken de kampcommandanten al snel zijn artistieke talenten, waardoor hij als producent van portretten van hen een relatief makkelijk leven leidt in gevangenschap. Zijn geluk lijkt een onwelkome wending te krijgen wanneer hij wordt overgeplaatst naar Sachsenhausen. Daar blijkt echter zijn oude bekende Herzog als sturmbannführer de scepter te zwaaien. Deze wenst van Sorowitsch' vaardigheden gebruik te maken in het grootschalig produceren van vals buitenlands geld. Een dilemma, want hij ziet in zijn omgeving links en rechts onwillenden en onkunnenden de dood ingeholpen worden. Terwijl hem voor zijn hulp juist kleine privileges aangeboden worden, zoals een tafeltennistafel in de barak en sigaretten. Aan de andere kant helpt hij door vals geld te creëren de nazi's wel om hun oorlog te financieren. Vooral Burger heeft het hier moeilijk mee. Hij saboteert immers bewust het vervaardigen van de Dollar. Herzog vermoedt dit en geeft de vervalsers een deadline: ze krijgen vier weken, anders zullen er doden vallen. Pas op het laatste moment kan Sorowitsch succesvol vervalste Dollars voorleggen.
Op een dag wordt bekendgemaakt dat de hele installatie opgedoekt wordt, alle machines moeten worden ontmanteld. Dit heeft alles te maken met de opmars van het Rode Leger. Uiteindelijk ontvluchten alle bewakers het kamp ook, waarna het wordt overgenomen door de "gewone" gevangenen. Deze menen aanvankelijk dat de vervalsers, omwille van hun (relatief) goede toestand, ook SS'ers zijn, maar na het tonen van hun op hun arm getatoeëerde nummers blijkt dat het eveneens gevangenen waren.
Terug naar het naoorlogse Monte Carlo, waar Sorowitsch grote bedragen vergokt in een casino. Nadat al zijn geld op is verlaat hij het casino en gaat hij alleen op het strand zitten. Er komt een Franse vrouw bij hem, die bezorgd is na zijn grote verliezen. Ze beginnen langzaam te dansen, waarna de vrouw nog eens bemerkt hoeveel geld Sorowitsch wel niet heeft verloren. Hierop zegt hij lachend: "We kunnen altijd meer maken".

## Acteurs
- Karl Markovics als Salomon 'Sally' Sorowitsch
- August Diehl als Adolf Burger
- Devid Striesow als Sturmbannführer Friedrich Herzog
- Martin Brambach als Hauptscharführer Holst
- August Zirner als Dr. Klinger
- Veit Stübner als Atze
- Sebastian Urzendowsky als Kolya Karloff
- Andreas Schmidt als Zilinski
- Tilo Prückner als Dr. Viktor Hahn
- Lenn Kudrjawizki als Loszek
- Marie Bäumer als Aglaya
- Arndt Schwering-Sohnrey als Hans

## Crew
- Regie: Stefan Ruzowitzky
- Camera: Benedict Neuenfels
- Scenario: Stefan Ruzowitzky, Adolf Burger
- Montage: Britta Nahler
- Productie: Magnolia Filmproduktion
- Muziek: Marius Ruhland

## Prijzen
- 2007: Internationaal Filmfestival Sint Petersburg: Publieksprijs
- 2007: Duitse Filmprijs: zeven nominaties, Devid Striesow beste tweede rol
- 2007: Semana Internacional de Cine de Valladolid: Karl Markovics beste rol
- 2007: Internationaal Filmfestival Gent: grote prijs van de jury voor de beste film
- 2007: Middle East International Film Festival – Abu Dhabi: Black Pearl voor Karl Markovics voor de beste rol
- 2008: Oscar: beste buitenlandse film